# 福川町
福川町（ふくがわちょう）は、山口県都濃郡にあった町。現在の周南市の南東部、山陽本線・福川駅の周辺にあたる。本項では町制前の名称である福川村（ふくがわそん）についても述べる。

## 地理
- 海洋 ： 徳山湾
- 山岳 ： 若山
- 河川 ： 夜市川

## 歴史
- 1889年（明治22年）4月1日 - 町村制の施行により、近世以来の福川村が単独で自治体を形成。
- 1912年（明治45年）1月1日 - 福川村が町制施行して福川町（第1次）となる。
- 1944年（昭和19年）4月1日 - 徳山市・櫛浜町・富田町・大津島村・夜市村・戸田村・湯野村と合併し、改めて徳山市が発足。同日福川町（第1次）廃止。
- 1949年（昭和24年）9月1日 - 徳山市のうち旧村域が分立して福川町（第2次）が発足。
- 1953年（昭和28年）10月1日 - 富田町と合併して南陽町が発足。同日福川町（第2次）廃止。

## 首長
第一次町長
- 福田悌夫（1937年 - ）

## 交通

### 鉄道路線
- 鉄道省
  - 山陽本線
    - 福川駅

現在は旧町域を山陽新幹線が通過するが、当時は未開業。

### 道路
- 国道2号

現在は旧町域を山陽自動車道が通過するが、当時は未開通。